# Membranofon
Membranofoner är en grupp av slagverksinstrument. De är konstruerade, som namnet antyder, av ett membran (vanligtvis kallat "skinn") som spänns över en instrumentkropp. Alla slagverksinstrument som generellt kallas trummor är membranofoner. Timpani/orkesterpukor, tom-toms, virveltrumma och tamburin (med skinn) är exempel på membranofoner.